# Lastrilla (Ávila)
Lastrilla es una entidad de población española del municipio de Santiago de Tormes, perteneciente a la provincia de Ávila, en la comunidad autónoma de Castilla y León.

## Historia
Hacia mediados del siglo XIX, el lugar era referido como un barrio por entonces perteneciente al municipio de Lastra del Cano. Aparece descrito en el décimo volumen del Diccionario geográfico-estadístico-histórico de España y sus posesiones de Ultramar de Pascual Madoz con las siguientes palabras:

LASTRILLA: barrio en la prov. de Avila, part. jud. del Barco de Avila, térm. jurid. de Lastra del Cano: en cuyo pueblo estan incluidas las circunstancias de su localidad, pobl. y riqueza. (V.)
(Madoz, 1847, p. 98)

En la actualidad, pertenece al municipio de Santiago de Tormes. En 2023, la entidad singular de población tenía empadronado un único habitante y el núcleo de población, también uno.